# Kemang Manis (Pinoraya)
Kemang Manis is een bestuurslaag in het regentschap Bengkulu Selatan van de provincie Bengkulu, Indonesië. Kemang Manis telt 767 inwoners (volkstelling 2010).